# Jean-Marie Arnal
Pour les articles homonymes, voir Arnal.

a Compétitions nationales et continentales officielles uniquement.

b Matchs officiels uniquement.
Dernière mise à jour le 21 juillet 2025.
Jean-Marie Arnal est un joueur français de rugby à XV, né le 15 novembre 1892 à Paris 8e et mort le 21 octobre 1958 à Hyères. 

## Biographie
Jean-Marie Arnal a joué au poste de deuxième ligne (1,81 m pour 90 kg) pour le Racing club de France, le Stade français et le RC Toulon. Il a également été sélectionné à deux reprises en équipe de France (100e international français) lors du Tournoi des Cinq Nations 1914.